# Naële Portecop
Naële Portecop, née le 4 avril 2003, est une nageuse française, membre de l'Amiens Métropole Natation.

## Carrière
Naële Portecop est médaillée d'argent du 50 mètres papillon aux Championnats d'Europe juniors de natation 2019 à Kazan. Elle intègre pour la première fois l'équipe de France A de natation lors des Championnats d'Europe de natation en petit bassin 2019 à Glasgow.
Elle remporte la médaille d'or du 100 mètres papillon aux Championnats de France de natation en petit bassin 2019 à Montpellier.